# BR-116
BR-116 é uma rodovia longitudinal brasileira que tem início no município de Fortaleza, no estado do Ceará, e termina em Jaguarão, no Rio Grande do Sul, na fronteira com o Uruguai. Ao lado da BR-101, é um dos principais eixos rodoviários do país, sendo também a maior rodovia totalmente pavimentada do Brasil, com 4 713,64 km de extensão.
A BR-116 passa por dez estados, ligando cidades importantes como Porto Alegre, Curitiba, São Paulo, Rio de Janeiro e Fortaleza. A via é duplicada nas áreas metropolitanas, além de ter sido totalmente duplicada entre Curitiba e o Rio de Janeiro, após a conclusão do trecho denominado Serra do Cafezal no estado de São Paulo na Rodovia Régis Bittencourt.
Apresentado ao Ministério dos Transportes pela Comissão Interministerial do Centenário do Voo do 14-bis, instituída em 10 de março de 2005, para planejar, coordenar e estabelecer ações destinadas às celebrações alusivas ao Centenário do referido voo, proposta para denominar como Rodovia Santos Dumont, do quilômetro zero em Fortaleza até o entroncamento com a BR-040 no Rio de Janeiro. Então, em 23 de outubro de 2006, data do centenário deste feito, foi assinado pelo Presidente Luiz Inácio Lula da Silva, a Lei n° 11 363 de 2006 .

Dentre as denominações regionais que a rodovia recebe estão: Via-Serrana (entre as cidades de Jaguarão e Curitiba); Régis Bittencourt (entre as cidades de Curitiba e São Paulo); Presidente Dutra (entre São Paulo e Rio de Janeiro); Rio–Teresópolis (entre Rio de Janeiro, Teresópolis e Além Paraíba); Rio–Bahia (no trecho em que atravessa o território mineiro); Santos Dumont (entre a cidade de Fortaleza, até o entroncamento com a BR-040, no Rio de Janeiro); General Bento Gonçalves  (entre as cidades de Porto Alegre e Jaguarão) 

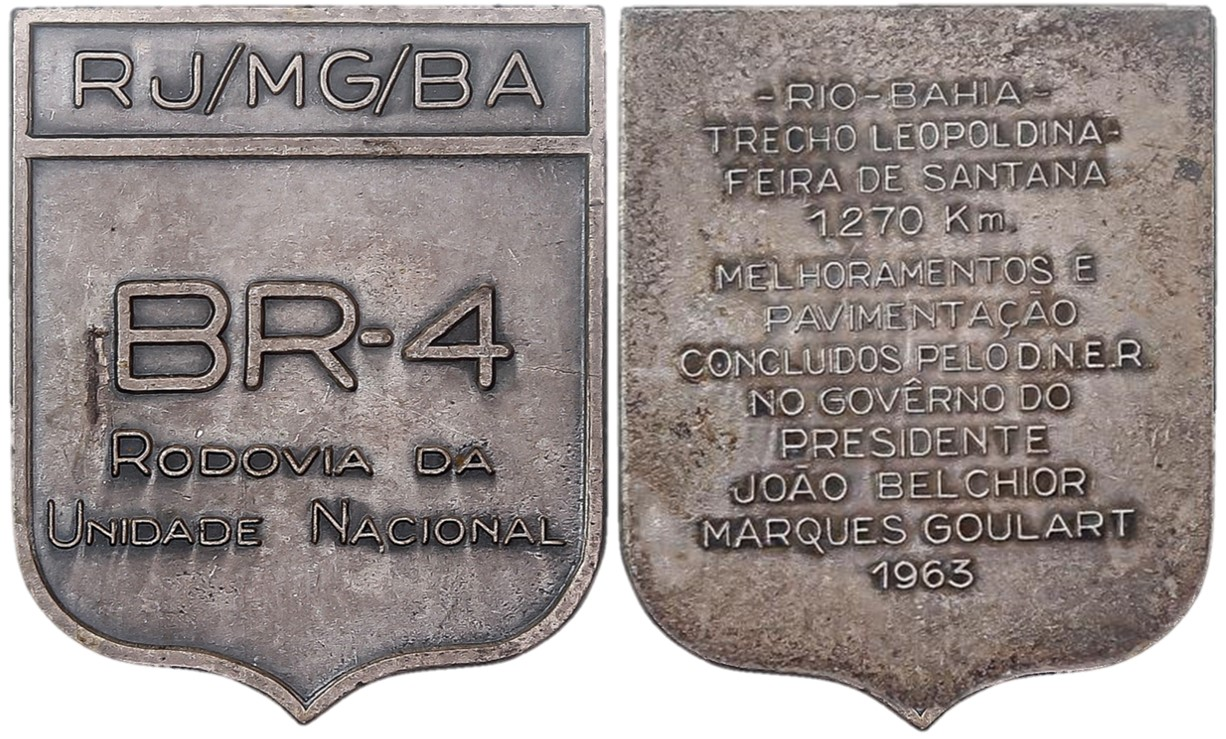
1963: Medalha da Inauguração da BR-4 "Rodovia da Unidade Nacional" - RJ-MG-BA, (Trecho da atual BR-116), realizada no governo do presidente João Goulart

## Histórico

### Privatizações
Em 1 de março de 1996, o trecho entre as cidades de São Paulo e Rio de Janeiro foi concedido para a iniciativa privada. Atualmente, a concessionária CCR RioSP administra este trecho, o mais movimentado do país, chamado de Rodovia Presidente Dutra. No mesmo dia, um trecho de 144 quilômetros, entre os municípios de Duque de Caxias, e Sapucaia, ambos no estado do Rio de Janeiro, foi concedido à CRT. O trecho entre Duque de Caxias e Guapimirim é duplicado.
No dia 9 de outubro de 2007, o trecho de São Paulo para Curitiba (Rodovia Régis Bittencourt) foi leiloado pelo governo federal junto com outros trechos de rodovias federais pelo país. O leilão colocou à venda concessões de 25 anos para a exploração de sete trechos de rodovias federais, cerca de 2.600 km.  O grupo espanhol OHL arrematou a maior parte das concessões, 5 dos 7 trechos. (Os outros 2 trechos foram adquiridos pelas empresas BR Vias (BR-153) e Acciona (BR-393)).
O trecho entre Feira de Santana e a divisa com Minas Gerais é administrado pela Via Bahia. Esta concessionária começou a operar em outubro de 2009 cobrindo 26 municípios baianos, sendo a cobrança de pedágio iniciada em 7 de dezembro de 2010.

## Trechos

### Nordeste

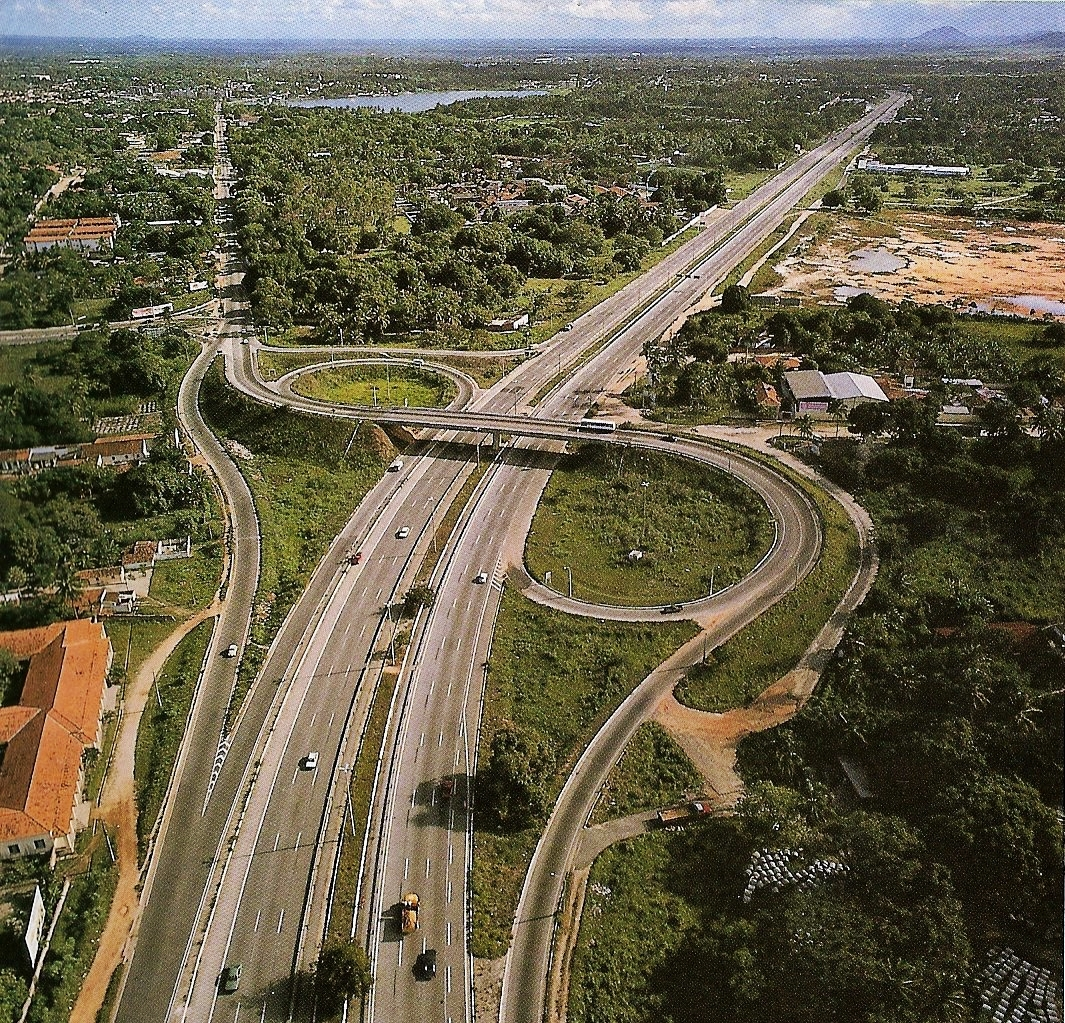
Vista aérea da saída de Fortaleza.

A marcação quilométrica inicia-se em Fortaleza, na grande rotatória da avenida Aguanambi, onde fica a praça Manuel Dias Branco, no bairro de Fátima, e reinicia-se em cada estado. Passa pelos municípios de Eusébio, Aquiraz, Itaitinga, Horizonte, Pacajus (onde se inicia o trecho duplicado até Fortaleza, num total de 53,7 quilômetros), Chorozinho, Morada Nova, Russas, Limoeiro do Norte, Tabuleiro do Norte, São João do Jaguaribe, Alto Santo, Iracema, Jaguaribara, Jaguaribe, Icó, Baixio, Lavras da Mangabeira e Ipaumirim. Depois, um pequeno trecho da rodovia entra na Paraíba, na zona rural do município de Cachoeira dos Índios, extremo oeste do estado, devido à topografia do local.[carece de fontes?]
Há a entrada da PB-417 que leva a zona urbana do município, além da BR-230, que intersecta a BR-116 em Ipaumirim (CE) e liga a rodovia federal ao município de Bom Jesus (PB). Retornando ao Ceará, a estrada corta os municípios de Barro, Milagres, Abaiara, Brejo Santo, Porteiras, Jati e sai de território cearense pelo município de Penaforte. O percurso no Ceará tem 544,5 quilômetros sendo a saída de Fortaleza duplicada até o km 50 no município de Pacajus e restante do trecho até o km 544,5 rodovia com duas vias em sentido duplo e acostamento em ambos os lados até a divisa do Ceará com o estado de Pernambuco. Após a divisa com o Ceará, a BR-116 entra no estado de Pernambuco por Salgueiro, passando pelos municípios de Belém de São Francisco e Cabrobó, chegando assim à Bahia.[carece de fontes?]
No estado da Bahia a BR-116 passa pelos municípios de Abaré, Chorrochó, Macururé, Canudos, Euclides da Cunha, Tucano, Araci, Teofilândia, Serrinha, Lamarão, Santa Bárbara, Feira de Santana, Santo Estêvão, Rafael Jambeiro, Itatim, Milagres, Brejões, Nova Itarana, Santa Inês, Irajuba, Jaguaquara, Jequié, Manoel Vitorino, Boa Nova, Poções, Planalto, Vitória da Conquista e sai do estado pelo município de Cândido Sales. No município de Jaguaquara encontra-se a Serra do Mutum, ladeira perigosa onde ocorrem muitos acidentes. A concessionária que administra o trecho entre Feira de Santana e a divisa com Minas Gerais é a Via Bahia. Deformidades podem ser encontradas nos arredores de Feira de Santana, o qual prevê-se a adequação da pista. A tão esperada duplicação terá 427 quilômetros.

### Sudeste

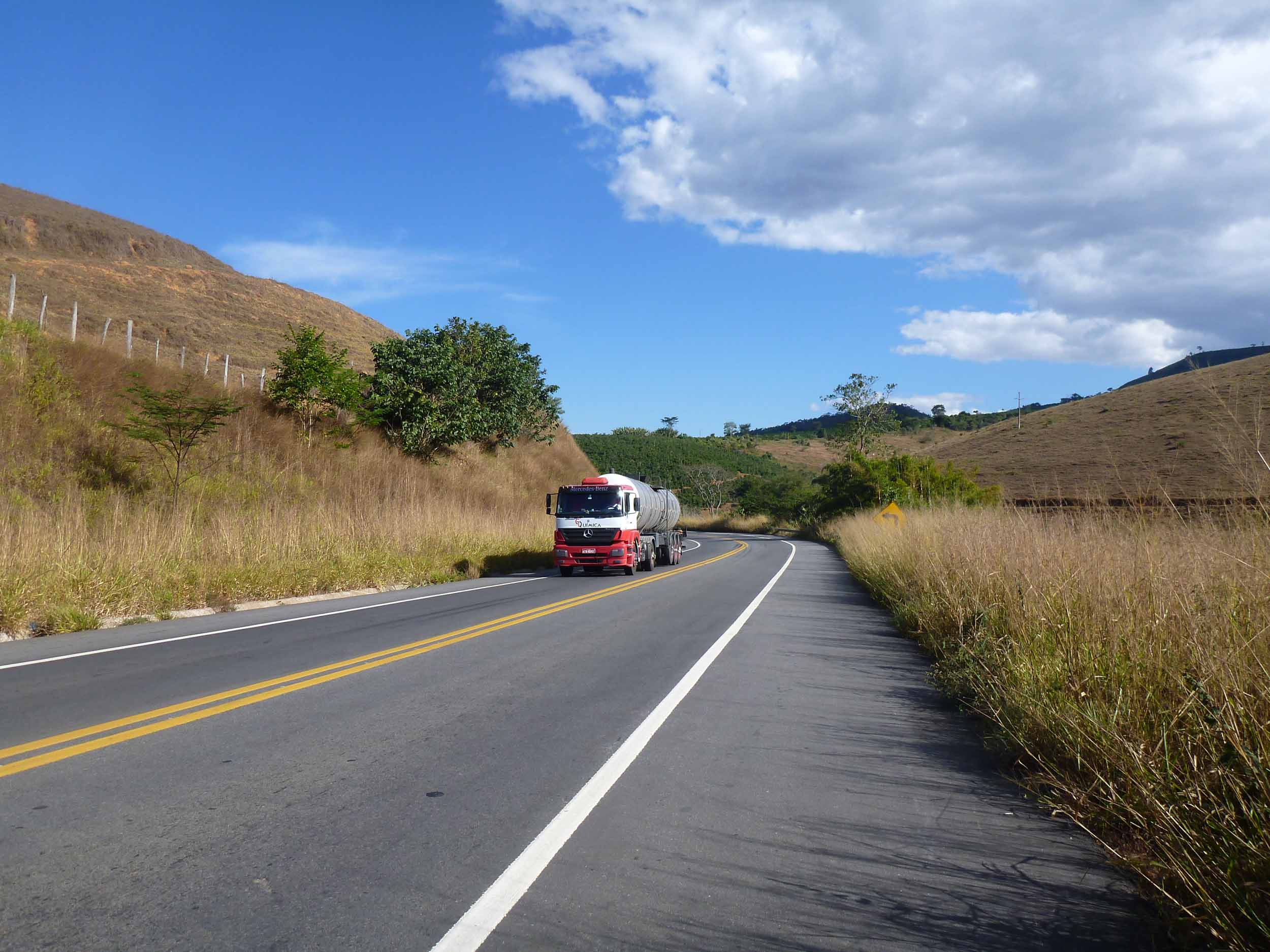
BR-116 em Minas Gerais.

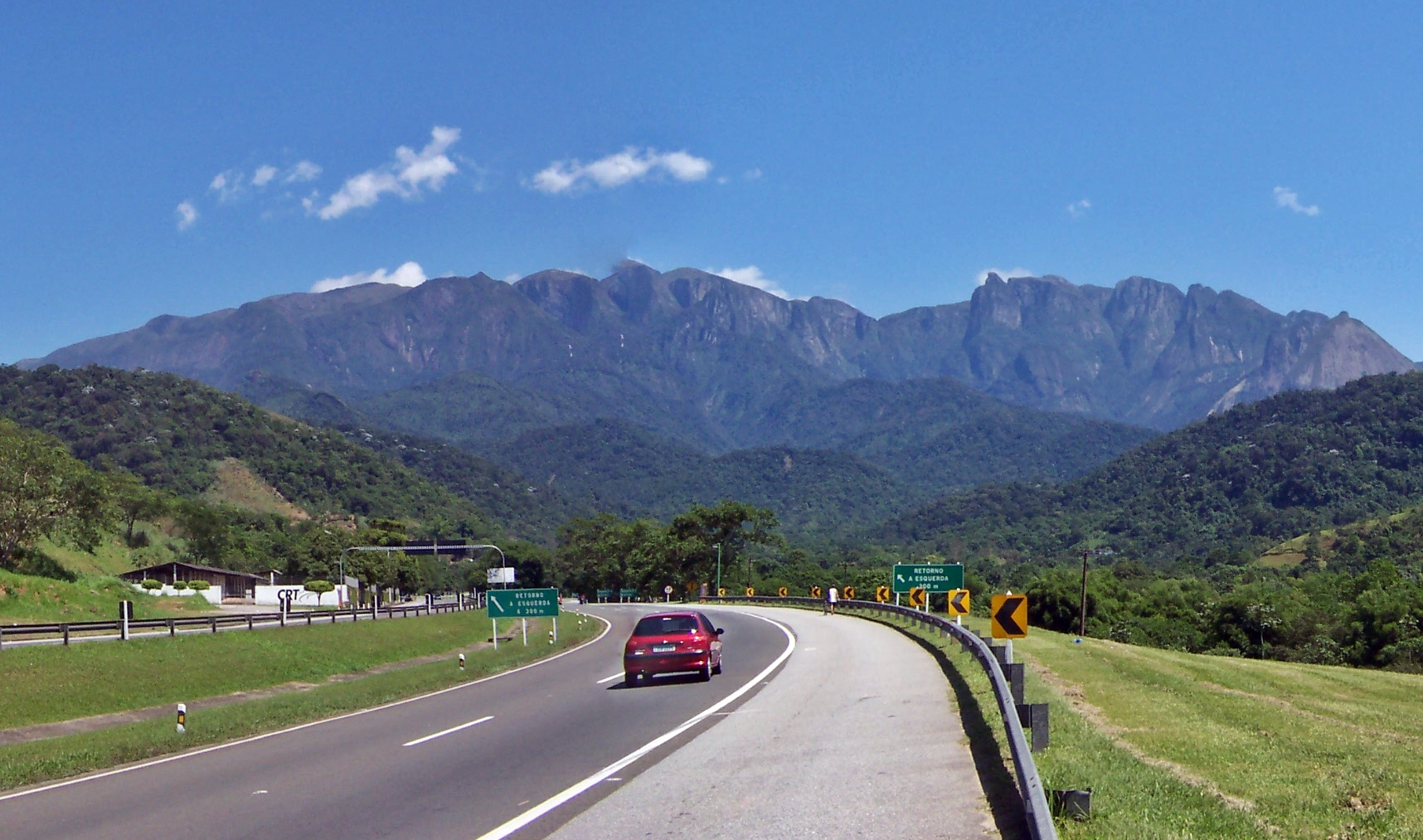
Trecho da BR-116 na Região Serrana do Rio de Janeiro.

No estado de Minas Gerais, a BR-116 passa pelos municípios de Divisa Alegre, Águas Vermelhas, Cachoeira de Pajeú, Pedra Azul, Medina, Itaobim, Ponto dos Volantes, Padre Paraíso, Caraí, Catuji,  Teófilo Otoni, Itambacuri, Campanário, Jampruca, Frei Inocêncio, Matias Lobato, Governador Valadares, Alpercata, Engenheiro Caldas, Tarumirim, Dom Cavati, Inhapim, Ubaporanga, Caratinga, Santa Rita de Minas, Santa Bárbara do Leste, Manhuaçu, São João do Manhuaçu, Orizânia,  Fervedouro, São Francisco do Glória, Miradouro, Muriaé, Laranjal, Leopoldina e Além Paraíba.[carece de fontes?]
A BR 116 entra no estado do Rio de Janeiro pelo município de Sapucaia (trecho mais "solitário" da estrada; poucos caminhões trafegam), seguindo por São José do Vale do Rio Preto, Teresópolis, Guapimirim, Magé, Duque de Caxias (onde termina o trecho denominado Rodovia Santos-Dumont), Rio de Janeiro (onde se inicia o trecho denominado Rodovia Presidente Dutra), São João de Meriti, Belford Roxo, Mesquita (servindo de divisa entre esses dois municípios), Nova Iguaçu, Queimados, Seropédica, Itaguaí, Paracambi (servindo de divisa entre esses dois municípios), Piraí, Pinheiral, Volta Redonda, Barra Mansa, Porto Real, Resende, Itatiaia e novamente Resende, já na divisa com São Paulo. O trecho entre os km 0, na divisa com Minas Gerais, e o km 144,5, no entroncamento com a Rodovia Washington Luiz (BR-040), é denominada Rodovia Santos Dumont. O trecho entre o km 163, na Avenida Brasil e o km 333,9 na divisa com São Paulo é denominada Rodovia Presidente Dutra. Trechos concedidos: CRT, do km 2 (desentroncamento com a BR-393) até o km 144,5 (entroncamento com a BR-040) e a CCR Nova Dutra, do km 163 (cidade do Rio de Janeiro) o km 333,9 até (divisa com o estado de São Paulo).[carece de fontes?]
Entre o km zero e a Marginal Tietê é a continuação da Rodovia Presidente Dutra. A partir do município de São Paulo em direção a Curitiba, é a rodovia Régis Bittencourt, onde passa por grandes trechos de Mata Atlântica preservada. Corta as seguintes cidades dentro do estado de São Paulo: Queluz, Lavrinhas, Cruzeiro, Silveiras, Cachoeira Paulista, Canas, Lorena, Guaratinguetá, Aparecida, Roseira, Pindamonhangaba, Taubaté, Caçapava, São José dos Campos, Jacareí, Guararema, Santa Isabel, Arujá, e Guarulhos, além da Capital Paulista. (no trecho entre a divisa SP/RJ e São Paulo, denominado Rodovia Presidente Dutra). Já no trecho entre São Paulo e a divisa com o Paraná (Rodovia Régis Bittencourt), corta as cidades de Taboão da Serra, Embu das Artes, Itapecerica da Serra, São Lourenço da Serra, Juquitiba, Miracatu, Juquiá, Registro, Pariquera-Açú, Jacupiranga, Cajati e Barra do Turvo. Trechos concedidos: CCR Nova Dutra (divisa com o Rio de Janeiro até São Paulo) e Autopista Régis Bittencourt (de Taboão da Serra até a divisa com o Paraná).[carece de fontes?]

### Sul

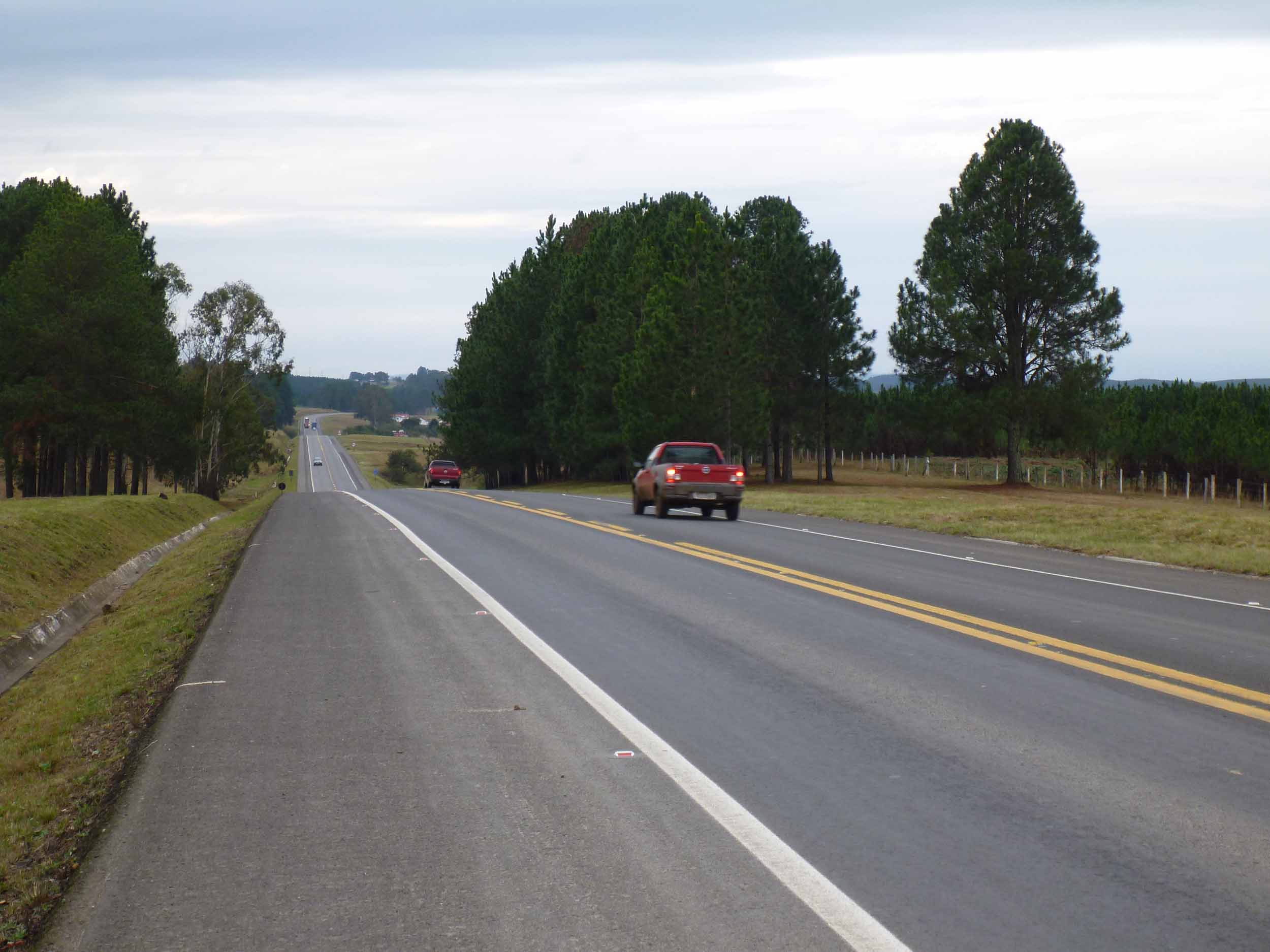
BR-116 em Santa Catarina.

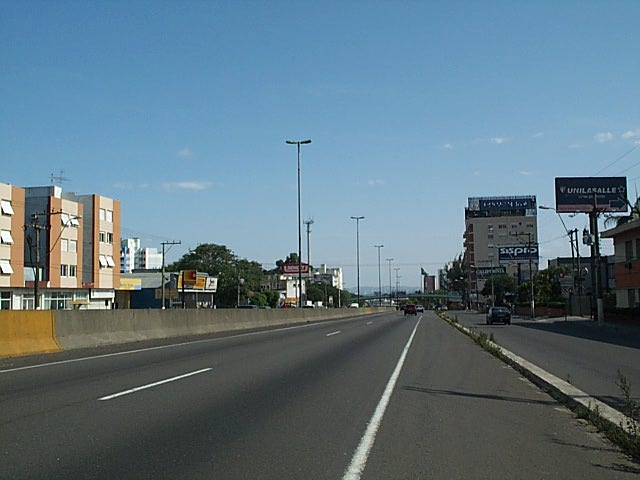
BR-116 em Canoas, Rio Grande do Sul.

No Paraná, inicia-se com o nome de Rodovia Régis Bittencourt na divisa com São Paulo, atravessando os municípios de Campina Grande do Sul, Quatro Barras, Colombo e Pinhais. Entrando em Curitiba, em que há uma interrupção, torna-se BR-476 (Linha Verde) que vai do bairro Atuba ao bairro Pinheirinho. Já no bairro Tatuquara a rodovia volta ao seu trecho principal, passando pelos municípios de Fazenda Rio Grande, Mandirituba, Quitandinha, Campo do Tenente, entroncando-se com a PR-427 que liga o município à Lapa, e Rio Negro, já na divisa com Santa Catarina. Trechos concedidos: Autopista Régis Bittencourt (divisa com São Paulo até Curitiba) e Autopista Planalto Sul (de Curitiba até a divisa PR/SC).[carece de fontes?]
Chegando ao estado de Santa Catarina, a BR-116 se inicia em Mafra (divisa com o Paraná), entroncando-se com a BR-280, que liga a rodovia às cidades de Três Barras, Canoinhas, e Porto União, mais adiante a BR-116 entronca-se com a SC-419, entrada para a cidade de Itaiópolis. Passa pelos municípios de Papanduva, onde logo a frente há um entroncamento com a SC-477 que também liga a rodovia à cidade de Canoinhas. Segue passando pelos municípios de Monte Castelo e Santa Cecília, sendo próximo a este município o ponto mais alto em toda a sua extensão, somando-se 1.268 metros acima do nível do mar. Passa ainda pelo município de Ponte Alta do Norte. Entronca-se no município de São Cristóvão do Sul com a BR-470, em que dá acesso à cidade de Curitibanos e continua, passando pelo município de Correia Pinto. Mais a frente, já no município de Lages se entronca com a BR-282 que liga Lages à Florianópolis. Depois, segue em direção ao município de Capão Alto, já na divisa com o Rio Grande do Sul. Trecho concedido: Autopista Planalto Sul (de Mafra na divisa SC/PR até a divisa SC/RS em Lages).[carece de fontes?]
No Rio Grande do Sul, há o entroncamento com a BR-285 no km 37,6, próximo à cidade de Vacaria. Atravessa a cidade de Caxias do Sul. No km 237 inicia o trecho duplicado. O trecho entre Dois Irmãos e Porto Alegre é considerado o segundo mais movimentado do país, com tráfego diário em torno de 120 mil veículos. Entroncamento com a RS-239 no km 232, município de Novo Hamburgo. Entroncamento com a ERS-240 no km 245, município de São Leopoldo. Entroncamento com a RS-118 e com a BR-448, município de Sapucaia do Sul. Entroncamento com a BR-386 no km 262, município de Canoas. Em Porto Alegre tem-se o entroncamento com a BR-290 (Free-Way). Fim da duplicação em Guaíba. No momento, estão sendo realizadas obras para duplicação do trecho de 219 km entre Guaíba-RS e Pelotas-RS. A obra começou em 2012, mas pouco progrediu, e logo foi paralisada. Em 2019 foi retomada, e no mesmo ano foram entregues os primeiros 47 km duplicados. Em agosto de 2020, já havia 92 km duplicados. Em junho de 2021 já haviam 131 km duplicados. Em outubro de 2022 haviam 148 km duplicados. A previsão inicial era de que a obra terminasse no final de 2021; posteriormente alterou-se para o fim de 2022. Pelotas é outra importante cidade atravessada pela rodovia, tendo seu trecho urbano duplicado e com pistas locais laterais. Lá tem-se o entroncamento com a BR-392, BR-471 e BR-293. A rodovia acaba em Jaguarão, na fronteira entre Brasil e Uruguai. Trechos concedidos: Concepa (entre Eldorado do Sul e Guaíba) e Ecosul (entre Camaquã e Jaguarão).

### Rodovia Presidente Dutra

Rodovia Presidente Dutra, 1958. Arquivo Nacional.

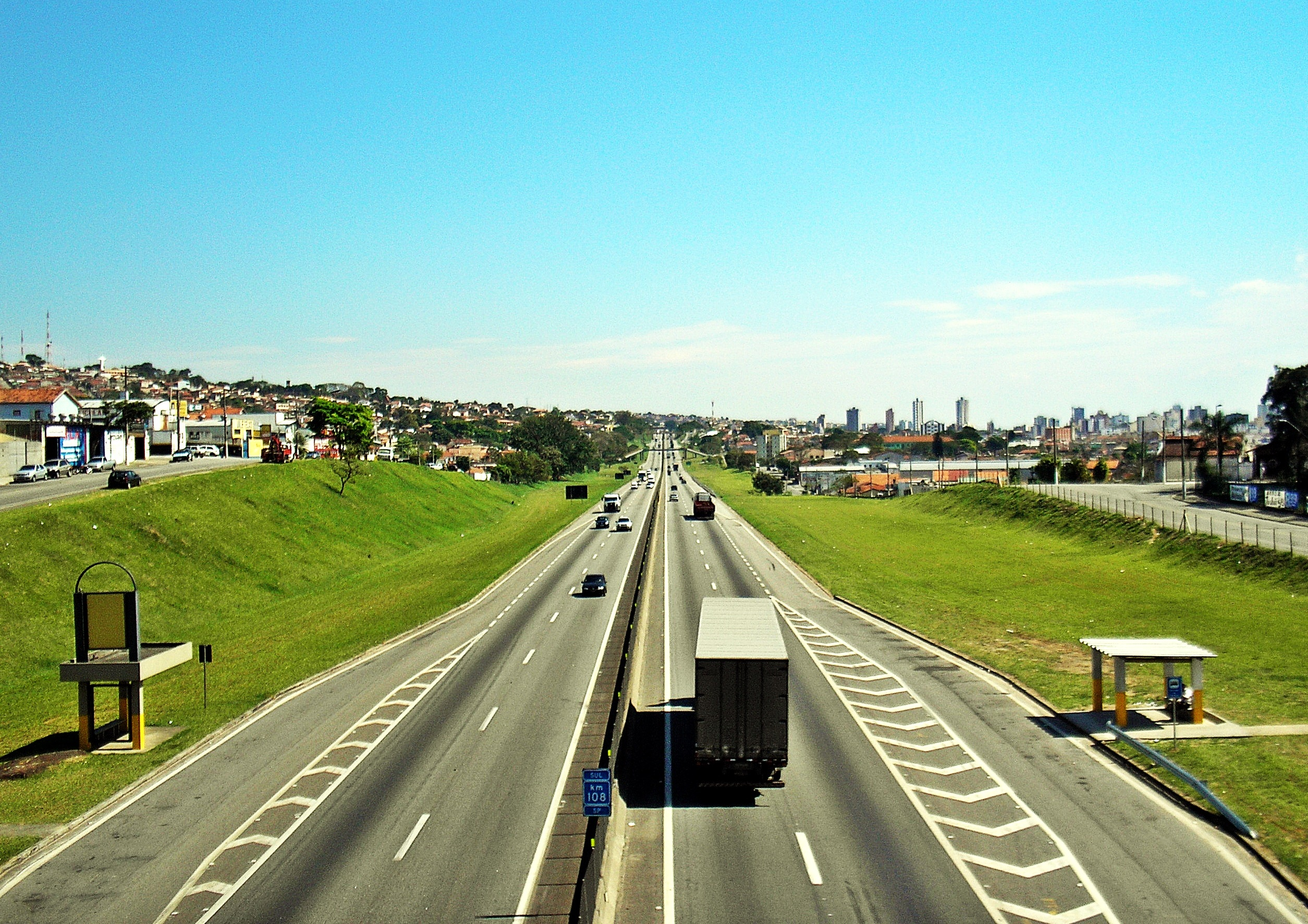
Trecho da Via Dutra em Taubaté, São Paulo.

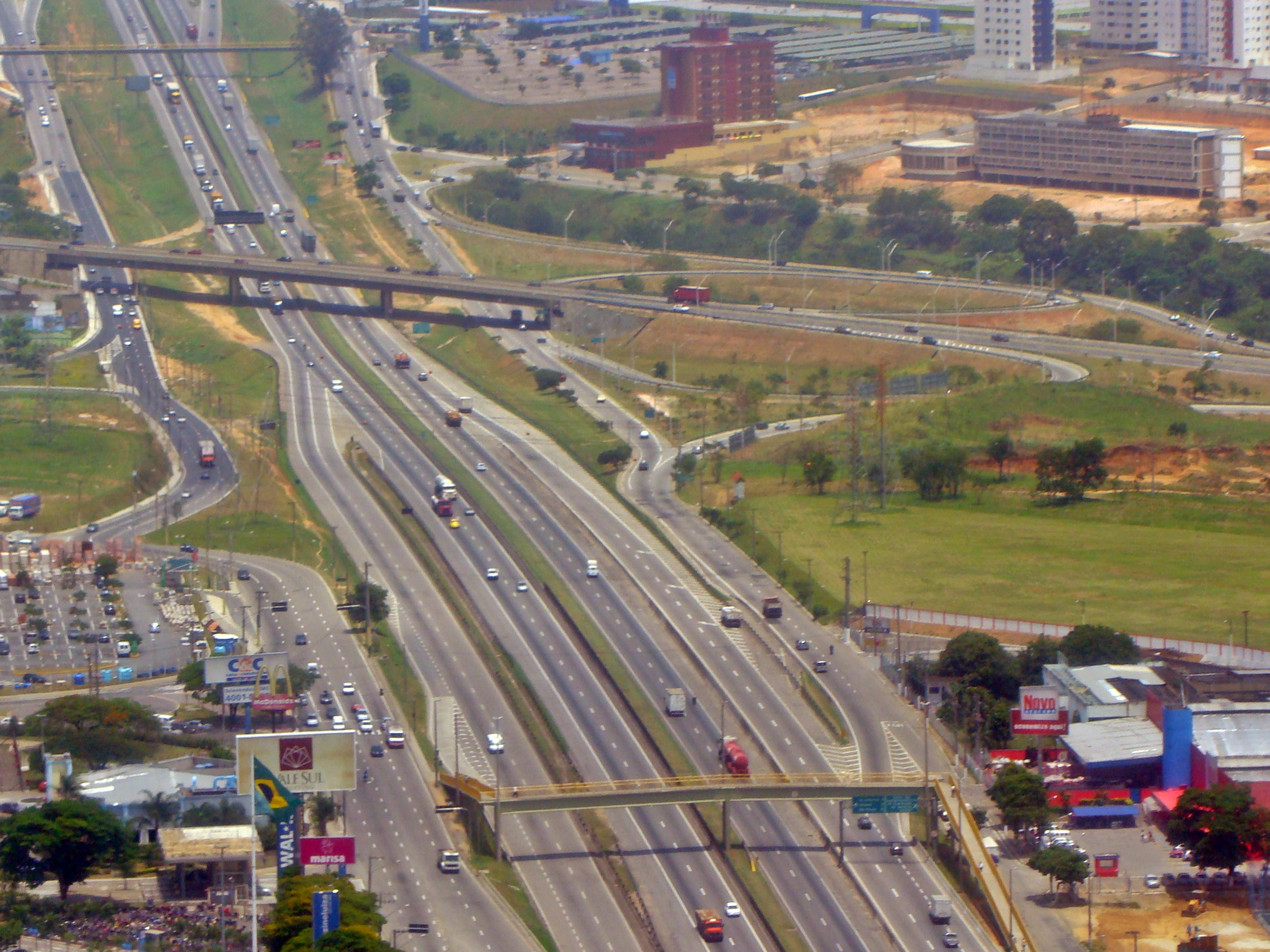
Trecho da Dutra em São José dos Campos, São Paulo.

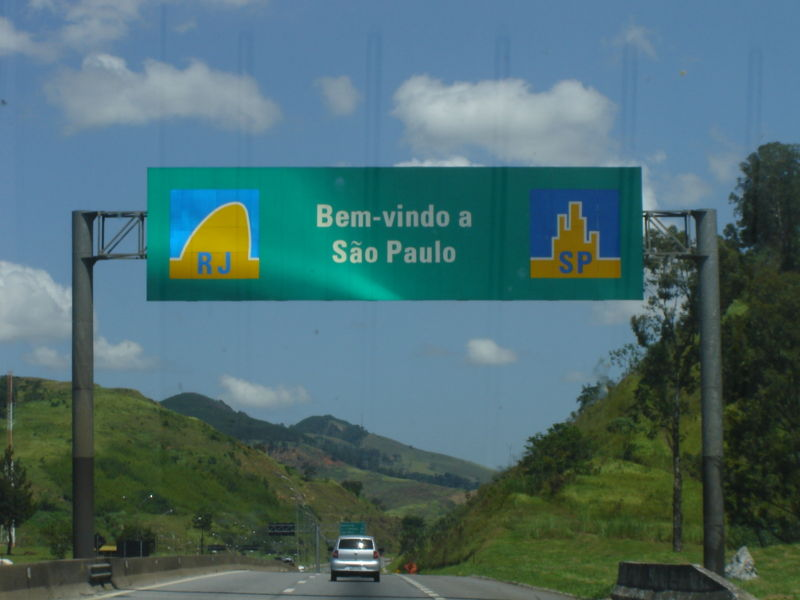
Trecho na divisa entre Rio de Janeiro e São Paulo.

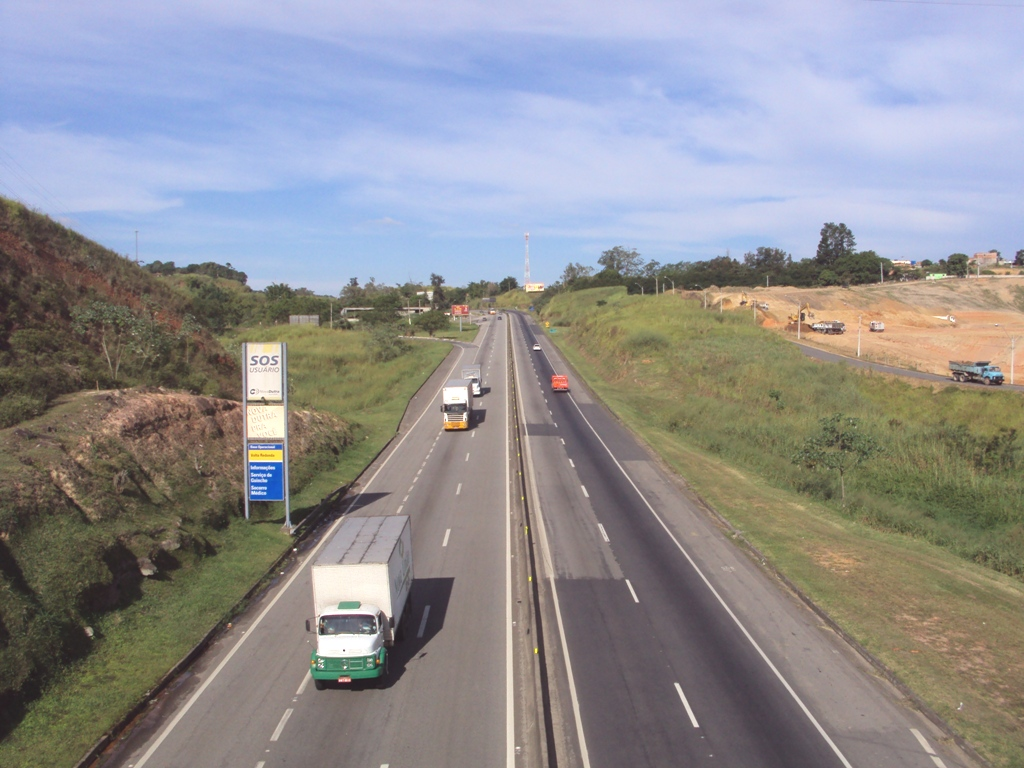
Dutra em Volta Redonda, Rio de Janeiro.

A Rodovia Presidente Dutra (parte da BR-116 anteriormente Via Dutra, também chamada de SP-60 no estado de São Paulo), conhecida coloquialmente como Via Dutra, é uma rodovia que faz a ligação entre as cidades do Rio de Janeiro e São Paulo, no Brasil. Possui uma extensão total de 402 quilômetros, iniciando-se no Trevo das Margaridas, no acesso à Avenida Brasil, no Rio de Janeiro e terminando na Ponte Presidente Dutra, no acesso à Marginal Tietê, em São Paulo.[carece de fontes?]
No estado do Rio de Janeiro, a rodovia tem uma extensão de 170 quilômetros e, no estado de São Paulo, uma extensão de 230 quilômetros. A Via Dutra é considerada a rodovia mais importante do Brasil, não só por ligar as duas maiores e principais metrópoles nacionais, mas também por atravessar uma das regiões mais ricas do país, o Vale do Paraíba. Devido ao dinamismo econômico da região do Vale do Paraíba, as cidades localizadas às margens da Rodovia Presidente Dutra vêm experimentando, nos últimos anos, um rápido processo de expansão e de conurbação, formando a chamada Megalópole Rio-São Paulo.[carece de fontes?]
A primeira ligação rodoviária asfaltada entre as cidades de Rio de Janeiro e São Paulo foi aberta pelo governo do então presidente Washington Luis e inaugurada a 5 de maio de 1928, com o nome de "Estrada Rio–São Paulo". Em 1938, foi inaugurado, na rodovia, o monumento rodoviário atualmente conhecido como Monumento Rodoviário da Rodovia Presidente Dutra.
No final da década de 1940, a industrialização e a necessidade de uma ligação viária mais segura e eficaz entre as duas maiores cidades brasileiras levaram à construção da atual Via Dutra, inaugurada em 19 de janeiro de 1951 pelo presidente Eurico Gaspar Dutra. Com a inauguração da nova estrada, a antiga Estrada Rio–São Paulo deixou de ser utilizada, exceto alguns poucos trechos, como as atuais rodovias BR-465 e RJ-139, por exemplo. A BR-2, como era conhecida então, possuía pista simples em grande parte do seu percurso, e só era duplicada nos trechos entre as cidades de São Paulo e Guarulhos, e na Baixada Fluminense.[carece de fontes?]
Durante a década de 1960, a pista foi duplicada em vários trechos. Em 1967, foi entregue a via duplicada em toda extensão, tornando-se a principal autoestrada do país. Na década de 1980, o tráfego na Dutra foi aliviado pela construção, pelo Governo do estado de São Paulo, de uma via expressa entre São Paulo e Guararema, denominada de Rodovia dos Trabalhadores, atual Rodovia Ayrton Senna. Esta via foi prolongada na década de 1990 até a cidade de Taubaté, sob o nome de Rodovia Governador Carvalho Pinto. 
Em 1992, o Ministro dos Transportes Alberto Goldman deu início ao processo de privatização da Dutra com cobrança de pedágio, e promoveu a realização de obras emergenciais de recuperação de pistas da rodovia.
Em março de 1996, a operação da rodovia foi concedida à iniciativa privada. Atualmente, a rodovia é administrada pela empresa NovaDutra S/A, a qual realizou obras de melhoria e ampliação da pista, como pistas marginais em São José dos Campos.[carece de fontes?]
Desde 2009, vêm sendo realizadas diversas ações de reflorestamento de terrenos às margens da rodovia com espécies nativas e exóticas visando a compensação ambiental, preservação de matas ciliares e nascentes, sustentabilidade, melhoria da qualidade do ar e microclima, diminuição da poluição sonora e ganho estético. Em 2011, a via passou a ter um trecho iluminado na altura da cidade de São João de Meriti (embora,  inicialmente, houvesse um acordo para que o trecho a ser iluminado fosse mais amplo, indo do início da via até o pedágio em Seropédica).

#### Trecho da Serra das Araras
O trecho da Via Dutra que passa na Serra das Araras, em Piraí-RJ, é o mais perigoso desta rodovia, e constatemente fica engrarrafado por conta de acidentes. Trata-se de um trecho deveras sinuoso, onde a rodovia supera um desnível de cerca de 400 metros de altura. O traçado, que contém duas pistas separadas (uma para descida, e uma para subida, de tal forma que uma não tem visibilidade sobre a outra) de 8 km cada uma (ela liga os quilômetros Norte Km 229 logo após o posto da Policia Rodoviária Federal, e Sul Km 220, no município de Piraí, no Rio de Janeiro), data de 1928. Há um projeto para que até 2029 esse trecho seja duplicado, aumentando assim a segurança dos motoristas.
É no trecho de descida que encontra-se o famoso Monumento Rodoviário Belvedere.

#### Pontes e viadutos
- Viaduto Bulhões, (Porto Real)
- Viaduto Resende, (Porto Real)
- Ponte Presidente Dutra, (São Paulo)
- Trevo das Margaridas, (Rio de Janeiro)
- Trevo do Bonsucesso, (Guarulhos)
- Viaduto Cidade de Guarulhos, (Guarulhos)

#### Localização dos pedágios
| Pedágio | km  | UF | Localidade/Município            | Sentido        | Geocoordenadas              |
| ------- | --- | -- | ------------------------------- | -------------- | --------------------------- |
| 1       | 207 | RJ | Viúva Graça (Seropédica)        | Bidirecional   | 22°42'58.71"S 43°43'00.41"W |
| Bloq.1A | 206 | RJ | Viúva Graça (Seropédica)        | BR-116         | 22°42'54.66"S 43°43'48.93"W |
| Bloq.1B | 206 | RJ | Viúva Graça (Seropédica)        | BR-465         | 22°42'54.34"S 43°43'52.83"W |
| 2       | 318 | RJ | Itatiaia                        | Bidirecional   | 22°29'41.67"S 44°34'10.48"W |
| 3       | 80  | SP | Moreira César (Pindamonhangaba) | Bidirecional   | 22°55'49.31"S 45°21'38.56"W |
| 4       | 165 | SP | Jacareí                         | Bidirecional   | 23°17'47.84"S 46°00'27.97"W |
| Bloq.4A | 165 | SP | Jacareí                         | BR-116, SP-065 | 23°18'07.32"S 46°01'32.72"W |
| Bloq.4B | 207 | SP | Jacareí                         | Jacareí        | 23°18'08.48"S 46°01'30.98"W |
| 5A      | 180 | SP | Guararema                       | São Paulo      | 23°20'20.76"S 46°09'00.76"W |
| 5B      | 182 | SP | Guararema                       | Rio de Janeiro | n.d.                        |
| 6       | 204 | SP | Arujá                           | Bidirecional   | 23°24'47.52"S 46°21'39.51"W |
|         |     | SP | Arujá                           | Rodoanel       |                             |

### Rodovia Régis Bittencourt

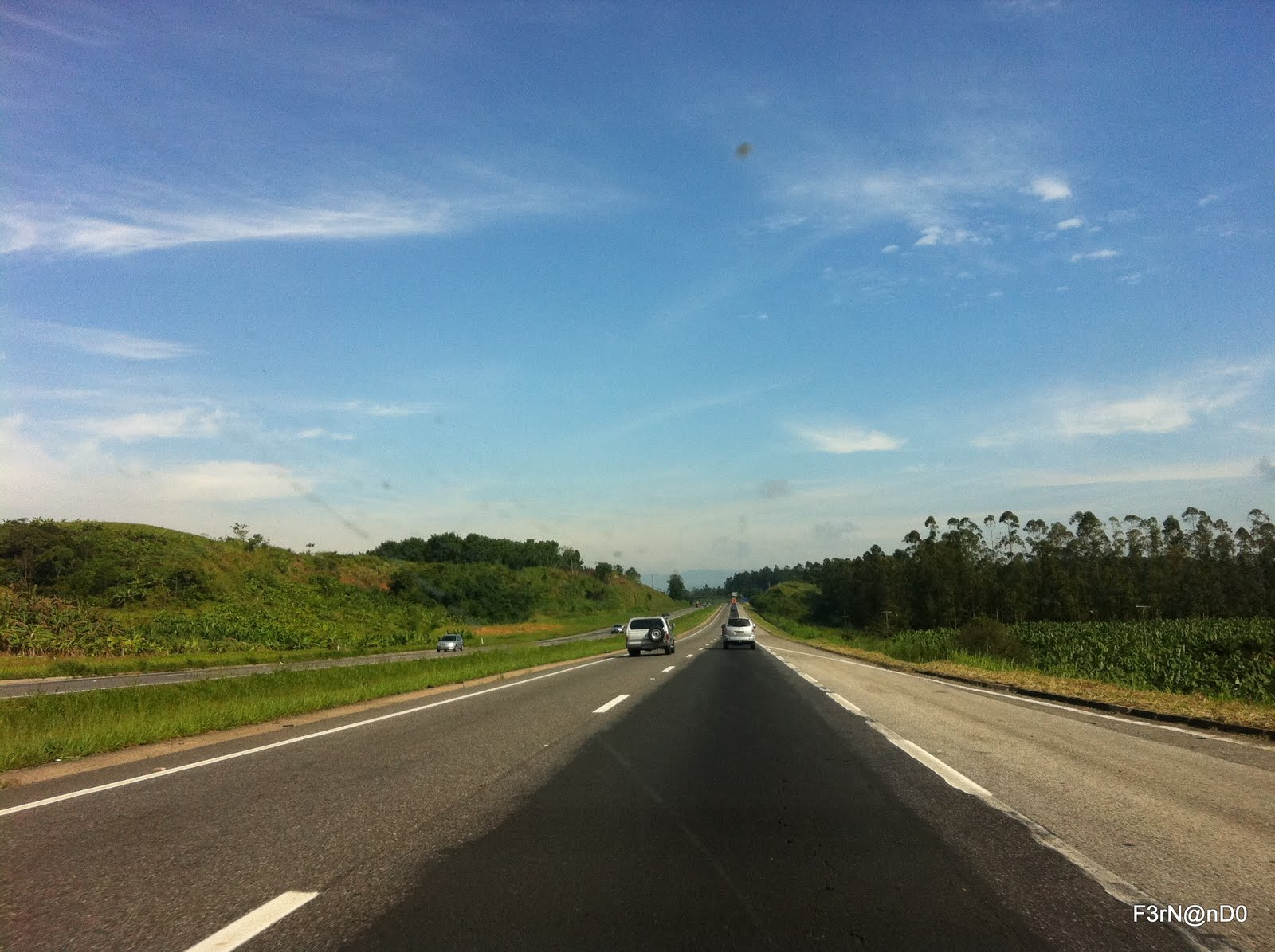
Trecho em Cajati, São Paulo.

Rodovia Régis Bittencourt ou anteriormente Via Régis Bittencourt, é o nome que recebe o trecho da BR-116 entre São Paulo e a divisa entre o Paraná, no limite entre Barra do Turvo e Campina Grande do Sul. Esta designação é oficial do extinto DNER (Departamento Nacional de Estradas de Rodagem), e do atual DNIT (Departamento Nacional de Infraestrutura de Transportes).
O engenheiro civil Edmundo Régis Bittencourt teve participação ativa na gestão do DNER nos anos 50 e se empenhou na construção da rodovia São Paulo-Paraná, que atualmente leva seu nome. Ela foi inaugurada, com a denominação de BR-2, por Juscelino Kubitschek de Oliveira, no começo de 1961. No estado de São Paulo é denominada SP-230. Bittencourt foi presidente da Associação Rodoviária do Brasil (ARB), entidade fundada em 1947 e que se constituiu um marco na história do rodoviarismo brasileiro. Também foi um dos diversos interventores em Itaperuna, no Rio de Janeiro no período entre 1940 e 1947, mas foi como engenheiro que teve papel de destaque no cenário nacional, principalmente junto ao DNER e à Polícia Rodoviária Federal. Como escritor, é o autor de "Caminhos e Estradas na Geografia dos Transportes".

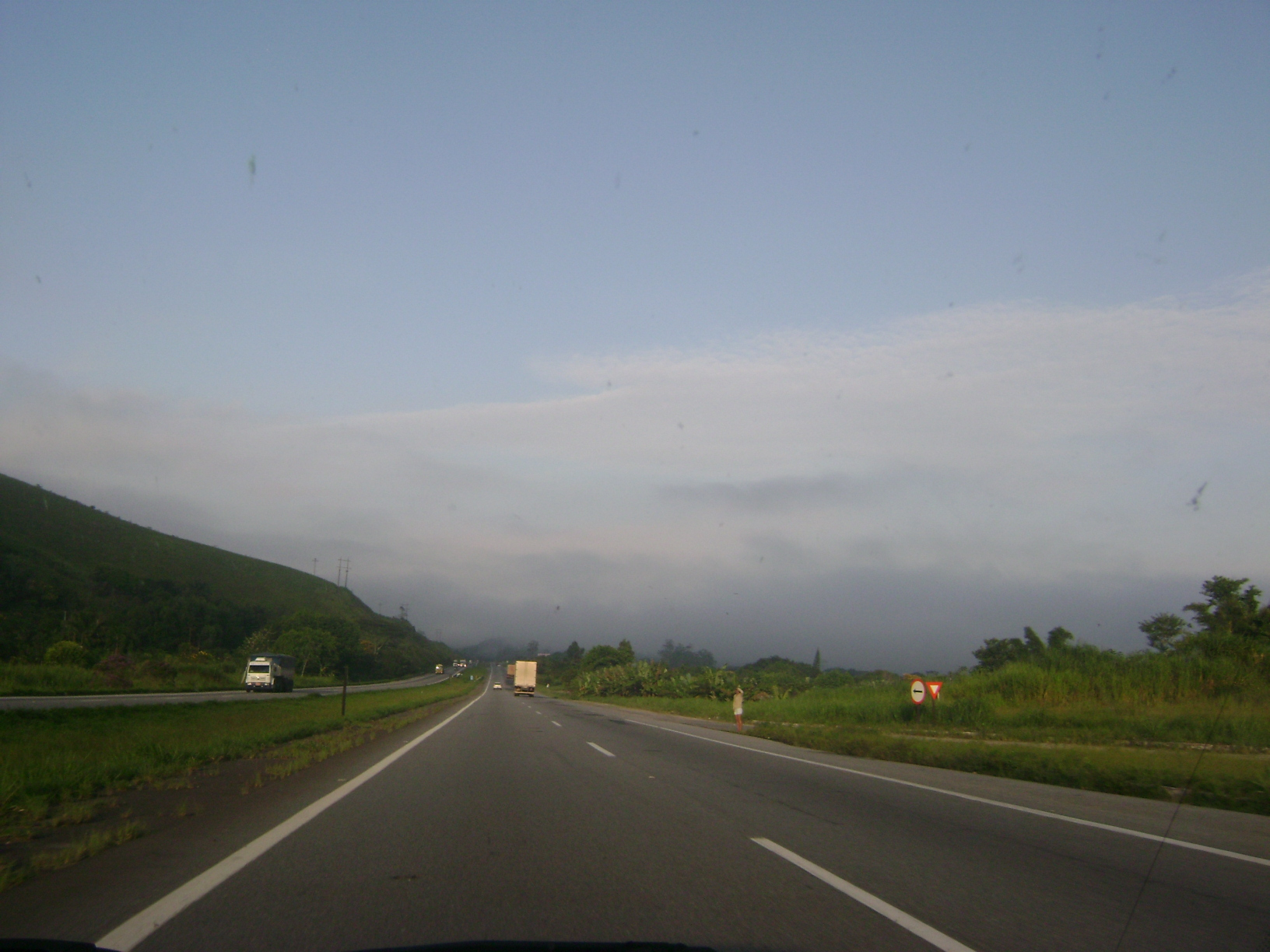
BR-116 em Registro, São Paulo.

No estado de São Paulo a rodovia recebeu a identificação de SP-230. Apesar disso esta identificação nunca entrou em uso pois a estadualização da Rodovia foi revertida no Governo Covas em 1994. Em outubro de 2007 a rodovia foi, juntamente com outros lotes de rodovias federais, concedida à exploração pela iniciativa privada. Assim, a responsabilidade de realizar a manutenção e melhorias na rodovia, além da duplicação do trecho da Serra do Cafezal, passou a ser da concessionária Autopista Régis Bittencourt, do grupo Arteris. Em contrapartida, a concessionária instalou seis praças de pedágio em seu trajeto, em troca de realizar a manutenção acordada. Apesar de problemas ligados à preservação do meio ambiente, sua duplicação foi concluída em dezembro de 2017, não obstante ser a mais importante ligação rodoviária entre o Sudeste e o Sul do Brasil.

#### Duplicação

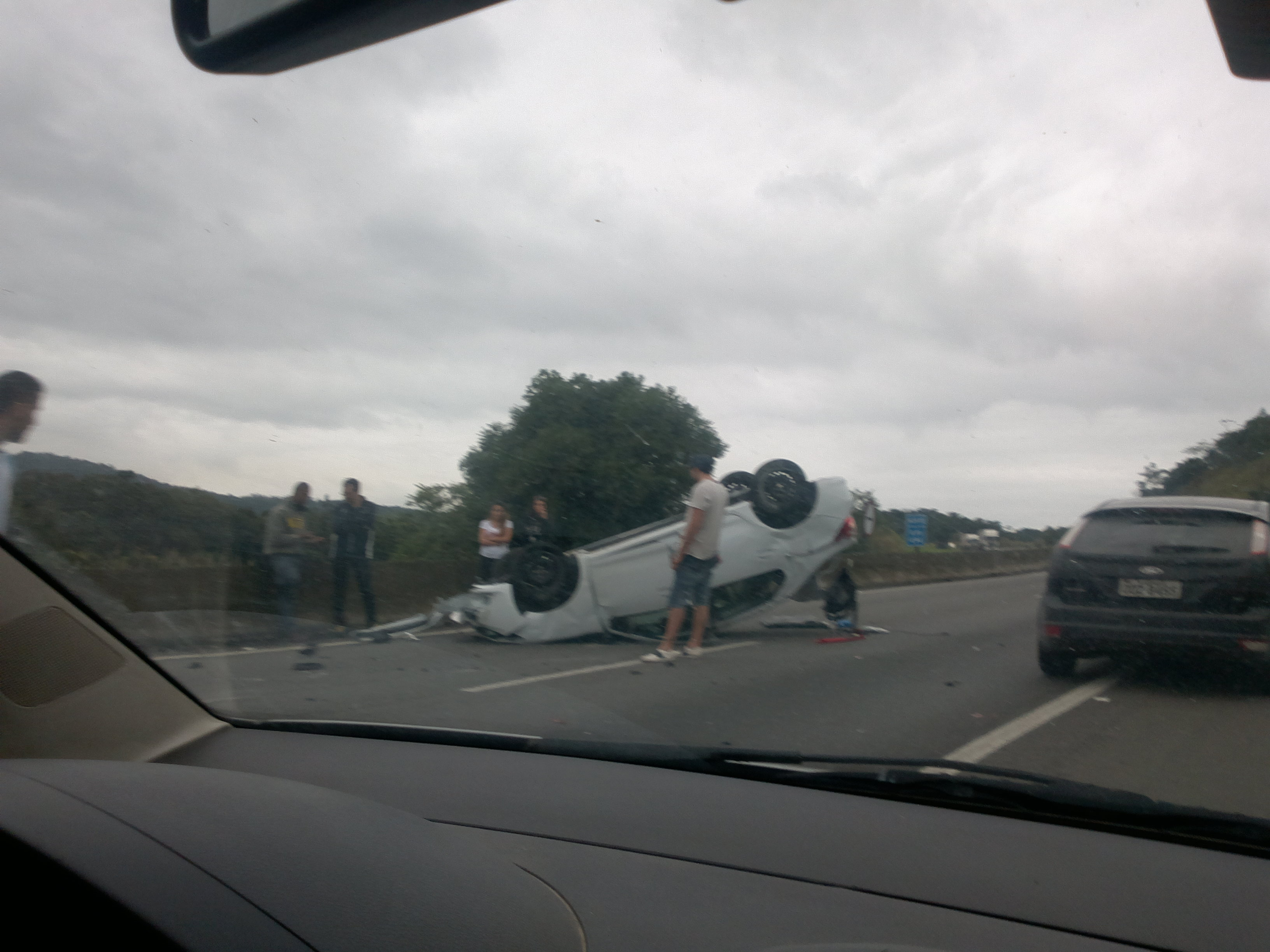
Acidente de Carro na Régis Bittencourt em outubro de 2011.

A Régis Bittencourt foi, em sua maior parte, duplicada durante o governo FHC. O único trecho restante de pista simples, com 19 km de extensão, ficava na região serrana entre Miracatu e Juquitiba, denominada Serra do Cafezal, no estado de São Paulo. Neste trecho, o intenso tráfego de veículos pesados de carga (correspondendo a até 60% do total), a topografia acidentada e a má conservação, vinham causando engarrafamentos crescentes e acidentes fatais, sendo uma das rodovias com o mais alto índice de acidentes com mortes de todo o país. Por essa razão foi popularmente chamada de "Rodovia da Morte".
A partir de 2008, longas negociações se arrastaram entre a concessionária e o IBAMA, sobre o traçado de menor impacto ambiental e o de menor custo de realização da obra de duplicação do trecho de topografia mais acidentada da serra do Cafezal, até que fosse conquistada a liberação do projeto final. A concessionária iniciou as obras de duplicação da Serra do Cafezal, também conhecida entre os caminhoneiros e motoristas de ônibus, frequentadores assíduos da rodovia como "Serra dos 90", em 2010. Os primeiros trechos duplicados foram sendo entregues parcialmente entre 2012 e 2015. As obras foram totalmente concluídas em Dezembro de 2017, após entraves burocráticos envolvendo licenças ambientais.
A inauguração do último trecho que faltava ser liberado, no coração da serra, ocorreu no dia 19 de dezembro de 2017. Várias autoridades estiveram presentes à cerimônia de inauguração dos 10 km que faltavam ser entregues. Para este último trecho foram construídos viadutos e túneis, para a operação da pista no sentido sul (São Paulo - Curitiba). A antiga pista de mão dupla, integrante do traçado original da rodovia, de 1961, e que sofreu intervenção na década de 1980 ganhando faixa adicional no sentido norte, em função da existência de caminhões lentos na subida, passou a operar em mão única sentido norte (Curitiba – São Paulo) e segundo informações da concessionária, passará por obras de recuperação de asfalto e melhorias de sinalização no ano de 2018.